# Von-Pfetten-Füll-Straße 4

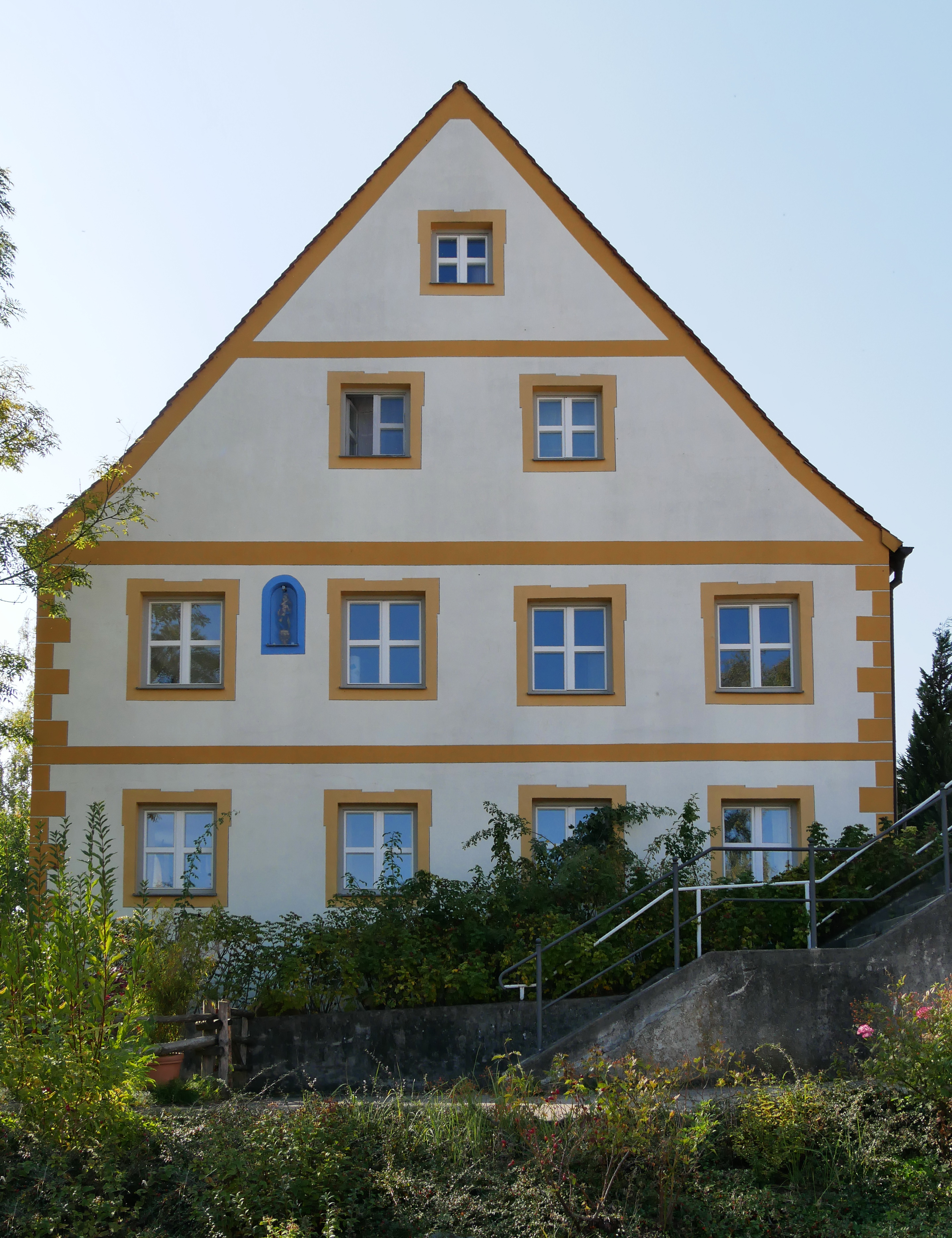
Von-Pfetten-Füll-Straße 4

Die Von-Pfetten-Füll-Straße 4 ist ein zweigeschossiges ehemaliges Pfarrhaus im Ortsteil Grunertshofen der Gemeinde Moorenweis. Der verputzte Satteldachbau des 18. Jahrhunderts, dessen Kern aus dem 17. Jahrhundert stammt, ist unter der Nummer D-1-79-138-44 als Denkmalschutzobjekt in der Liste des Bayerischen Landesamtes für Denkmalpflege eingetragen.